# John Betsch
Pour les articles homonymes, voir Betsch.
John Thomas Betsch (né le 8 octobre 1945) est un batteur de jazz américain.

## Biographie
John Betsch est né à Jacksonville, (Floride) dans une famille musicale. Sa mère est organiste et pianiste dans une église et sa sœur aînée deviendra soprano lyrique. Il commence la batterie à l'âge de neuf ans, et débute professionnellement en 1963 à Nashville, aux côtés de l'organiste Bob Holmes et du trompettiste Louis Smith. De 1965 à 1967, il étudie à la Berklee School of Music de Boston, Massachusetts, puis à l'Université du Massachusetts à Amherst, sous la direction d'Archie Shepp et de Max Roach. John Betsch devient ensuite à son tour enseignant à l'Université d'Amherst, et prend part à des programmes éducatifs pour les détenus des prisons de ce même État. En 1974, il se produit au Newport Jazz Festival aux côtés de Max Roach.
Il s'installe à New York en 1975, enregistre et se produit avec, entre autres, Jeanne Lee, Abbey Lincoln, Dewey Redman (tournée en 1979), Archie Shepp, Abdullah Ibrahim et Mal Waldron.
En 1985, Betsch s'installe à Paris et devient le batteur attitré de Steve Lacy. Il joue et enregistre aussi avec Mal Waldron, Sarah Morrow, Jim Pepper et Claudine François.
John Betsch est un batteur à la frappe sèche et précise, et sa maîtrise de la polyrythmie en fait l'un des héritiers directs de Max Roach.

## Discographie (leader)

### John Betsch Society
- 1974 (réédition en 2008) : Earth Blossom

## Discographie (sideman)

### Claudine François
- 2004 : Lonely Woman

- 1992 : Healing Force

- 1989 : Camargue

### Jim Pepper
- 1990 : Remembrance

- 1989 : Flying Eagle - Live at New Morning

- 1988 : The Path

- 1987 : Dakota Song

### Mal Waldron
- 1990 : Spring in Prague

- 1989 : Live at Utopia Vol. I & II

- 1988 : No More Tears : For Lady Day

- 1987 : Mal, Dance & Soul

### Simon Nabatov
- 1988 : Inside Lookin Out

### Marty Cook
- 1997 : Theory of strange

- 1987 : Red, White, Black and Blue

- 1986 : Nightwork

### Steve Lacy
- 1999 : Monk’s Dream

- 1996 : Bye-Ya

- 1995 : Revenue

- 1993 : Clangs

- 1993 : Vespers

- 1993 : We see

- 1990 : Itinerary

- 1989 : Anthem

### Dollar Brand
- 1979 : Africa - Tears and Laughter

- 1977 : The Journey

### Alain-Jean Marie
- 2000 : Lazy Afternoon

### Archie Shepp
- 1981 : I Know About the Life